# Ascidia papillosa
Ascidia papillosa is een zakpijpensoort uit de familie van de Ascidiidae. De wetenschappelijke naam van de soort is voor het eerst geldig gepubliceerd in 1967 door Tokioka.